# Zwaardfonteinkruid
Zwaardfonteinkruid (Potamogeton ×sparganiifolius) synoniemen: Potamogeton ×dubius, Potamogeton sparganiifolius) is een vaste plant die behoort tot de fonteinkruidfamilie (Potamogetonaceae). Zwaardfonteinkruid is de soortkruising van ongelijkbladig fonteinkruid met drijvend fonteinkruid.  De soort komt voor in Noord-Amerika, Europa en Azië.
Zwaardfonteinkruid heeft een wortelstok. De drijvende bladeren hebben aan de top van de bladsteel twee zijdelingse deuken. De bladsteel van de drijvende bladeren heeft aan de top een 1-2 cm lang lichter gekleurd gewricht. De onderste ondergedoken bladeren hebben geen bladschijf. De bladsteel is op doorsnede halfrond. De bladsteel van de hogere ondergedoken bladeren is 0-5,5 cm lang. De steunblaadjes zijn op de twee nerven niet gevleugeld.
Zwaardfonteinkruid bloeit met groene bloemen. De bloeiwijze is een aar.
Zwaardfonteinkruid staat in zonnige, zoete, ondiepe, stilstaande, matig voedselarme tot voedselrijke, zwak zure wateren boven een bodem van humeus zand of leem. Ze groeit in vijvers, in (nieuw gegraven) plassen en sloten, in beken, riviertjes en kanalen, in 's winters doorstroomde armen van grote rivieren, in vennen op de grens van heide en beekdalen en verder in duinplassen en zeer natte duinvalleien. Gezien de verspreiding van de ouders zou men de hybride overal in Nederland verwachten. Ze is echter voornamelijk beperkt tot het Kempens en Fluviatiel district en wordt slechts op een enkele plaats daarbuiten aangetroffen. De verspreiding van de bastaard is wereldwijd ook onvoldoende bekend. Intermediaire kenmerken zijn onder andere het ontbreken van een bladschijf aan de onderste bladeren terwijl de bovenste bladeren enigszins doorzichtig en kort gesteeld zijn. Ze vertoont frustratiebloei (ze blijft maar bloeien zonder dat het tot vruchtvorming komt).
De plant vormt geen vruchten.